# سكوت ديفيز
سكوت ديفيز (بالإنجليزية: Scott Davies)‏، من مواليد 27 فبراير 1987 في إيرلندا، لاعب كرة قدم إيرلندي.
بدأ مسيرته الكروية مع نادي ريدينغ في عام 2006، وهو يلعب معهم حتى الآن، وفي عام 2006 أعير إلى نادي ييدينغ.

## روابط خارجية
- سكوت ديفيز على موقع قاعدة بيانات كرة القدم.إي يو (الإنجليزية)
- سكوت ديفيز على موقع Soccerbase.com (لاعب) (الإنجليزية)
- سكوت ديفيز على موقع Soccerway.com (الإنجليزية)